# Ахвенъярви (озеро, Сортавальский район)
А́хвенъя́рви (фин. Ahvenjärvi) — озеро на территории Хаапалампинского сельского поселения Сортавальского района Республики Карелия.

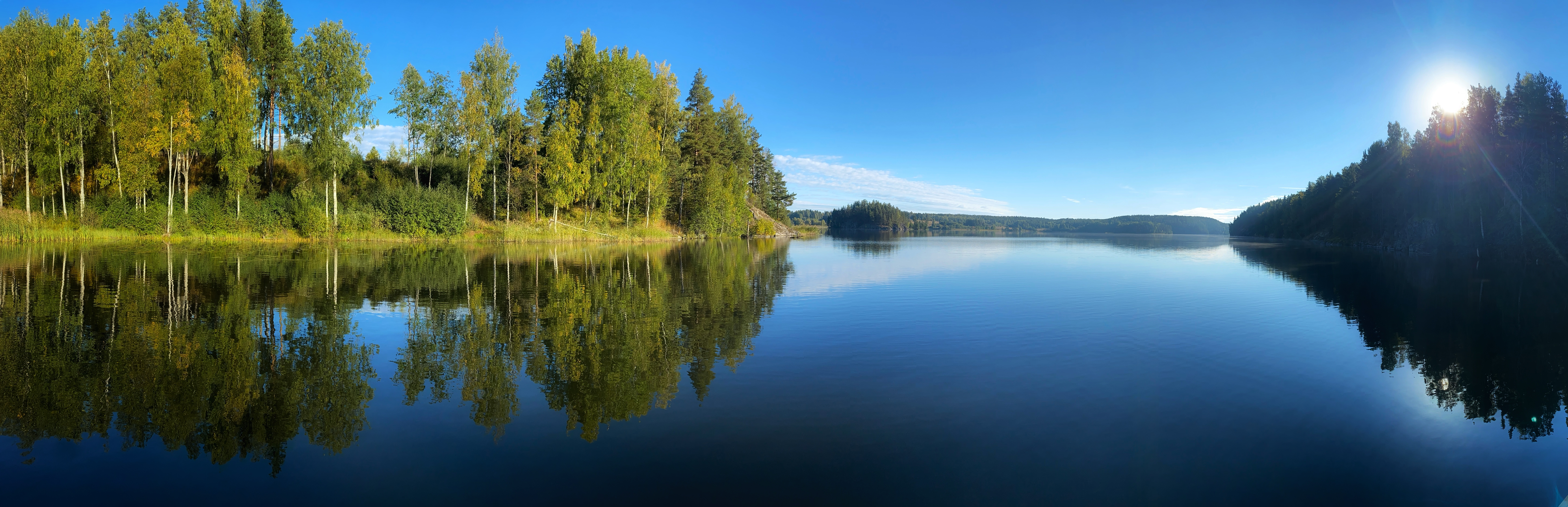
Озеро Ахвенъярви

## Общие сведения
Площадь озера — 1,7 км². Располагается на высоте 6,0 метров над уровнем моря.
Форма озера лопастная. Берега возвышенные, скалистые. Полуостров Сикиёнсаари (фин. Sikiönsaari) разделяет озеро практически пополам, оставляя узкий пролив.
Рыбы: щука, плотва, лещ, налим, окунь, ёрш.
Из озера вытекает безымянная протока, впадающая в Ладожское озеро.
В озере расположены три острова: Вуорисаари (фин. Vuorisaari), Ламмассаари (фин. Lammassaari) и Койвусаари (фин. Koivusaari).
Вдоль северо-западного берега озера проходит трасса А121, на которой расположен посёлок Реускула.
Название озера переводится с финского языка как «окунёвое озеро».
Код объекта в государственном водном реестре — 01040300211102000013094.